# Britt Airways
Britt Airways war eine Fluggesellschaft mit Sitz in Terre Haute, Indiana in den Vereinigten Staaten von Amerika.

## Geschichte
Das 1956 als Vercoa Air Service gegründete Unternehmen begann 1968 mit Allegheny-Commuter-Diensten, die Danville, Illinois, mit Chicago verbanden. Der Betrieb verband bald kleinere Gemeinden in Indiana mit Chicago und Indianapolis. Im Jahr 1974 wurde der Name der Fluggesellschaft in Britt Airlines geändert. Im Jahr 1978 wurde ein unabhängiger Betrieb, Britt Airways, von einer Basis in Danville, Illinois, gegründet, der Flüge von den Gemeinden Illinois und Indiana nach Chicago anbot. Zu diesem Zeitpunkt war der Flugzeugtyp der Wahl die Beechcraft Model 99. Britt Airlines stellte 1981 den Allegheny Commuter-Betrieb ein und die beiden Fluggesellschaften wurden an ihrem Heimatstandort Terre Haute zusammengelegt. Der Betrieb von Britt Chicago wuchs mit Swearingen Merlin IV/Metro, Fairchild F-27 und Fairchild FH-227. Schließlich wurden zwei BAC 1-11 für Linien- und Charterbetrieb hinzugefügt
Am 1. November 1985 begann die Fluggesellschaft mit Piedmont Commuter-Flügen vom Drehkreuz Dayton aus. Dies dauerte nur bis zum 1. September 1986, da die Fluggesellschaft im selben Jahr von People Express übernommen wurde. Mit der Übernahme von People Express durch Texas Air wurde Britt am 1. Februar 1987 eine Continental Express-Fluggesellschaft für ihre Chicago-Dienste und am selben Tag eine Eastern Express-Fluggesellschaft, die das Drehkreuz Philadelphia bediente. Britt zog im September nach Süden und belieferte Continental an seinem Drehkreuz in Houston. Der Betrieb von Philadelphias Eastern Express wurde Ende 1987 zu einem Betrieb von Clevelands Continental Express. Ihre Chicago-Slots wurden 1989 an American Eagle verkauft.
Am 1. September 1990 übernahm Britt Airways den Betrieb von Rocky Mountain Airways und Bar Harbor Airlines, die beiden letztgenannten Fluggesellschaften behielten jedoch ihre eigenen Luftfahrtunternehmenszertifikate. Im Juli 1991 wurden die Luftfahrtzertifikate von Britt und Rocky Mountain zu einem zusammengefasst. Britt und Rocky Mountain wurden schließlich zu einer neu gegründeten (nach der Insolvenz) Tochtergesellschaft von Continental Express Inc., fusioniert, und der Name Britt verschwand am 26. April 1993 endgültig.

## Flugziele
Britt Airlines bot hauptsächlich Flüge zu Zielen in Illinois, Indiana und Iowa an.

## Flotte

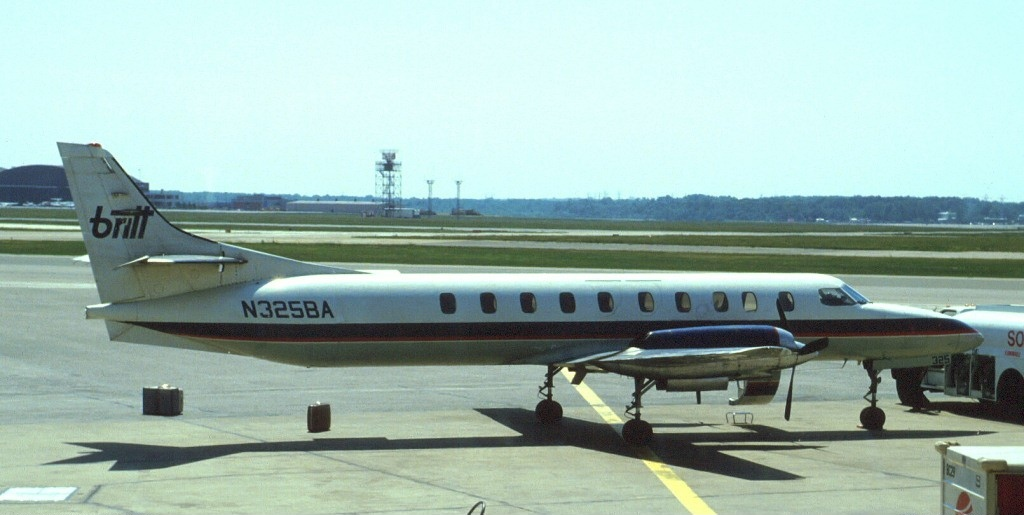
Swearingen Metro der Britt Airways, 1988

- ATR 42
- BAC 1-11
- Beechcraft 1900
- Beechcraft Model 99
- Embraer EMB-120
- Fairchild F-27
- Fairchild FH-227
- Swearingen Merlin IV/Metro